# Caridina gurneyi
Caridina gurneyi е вид десетоного от семейство Atyidae (род сладководни скариди). Те се срещат широко в тропични или субтропични водни басейни в Азия, Океания и Африка. Те се хранят или с пречистване на водата като улавят микроорганизмите в нея или са всеядни чистачи. Варират от 0,9 – 9,8 mm (C. cantonensis) до 1,2 – 7,4 mm (C. serrata) в дължина на карапуса.

## Разпространение и местообитание
Видът е разпространен в Индия (Карнатака).
Обитава сладководни басейни и реки.